# سيمون برنارد
سيمون برنارد (بالفرنسية: Simon Bernard)‏ هو ضابط وعسكري وسياسي فرنسي، ولد في 28 أبريل 1779 في فرنسا، وتوفي في 5 نوفمبر 1839 في باريس في فرنسا. انتخب member of the Chamber of Peers ‏.